# Бражники (Харьковский район)
Бражники (укр. Бражники) — село в составе города Харькова. Это поселение в 2012 году присоединили в состав города, но само село юридически до сих пор не снято с учета.. 
Код КОАТУУ — 6325157304. Население по переписи 2001 года составляет 102 (46/56 м/ж) человека.

## Географическое положение
Бывшее село Бражники находится на берегах реки Немышля,
выше по течению на расстоянии в 3,5 км расположены сёла Слободское и Прелестное,
ниже по течению на расстоянии в 1 км расположен пгт Кулиничи.
Рядом проходит автомобильная дорога М-03 (E 40) — Харьковская окружная дорога.

## История
В 2012 г. село Бражники было присоединено в состав города Харькова Немышлянского района, так как находится в черте города Харькова
- 1778 — дата основания.
- В 1940 году, перед ВОВ, на хуторе Бражники были 34 двора и ветряная мельница;[4] на хуторе Горяев — 13 дворов.